# Taraxacum diastematicum
Taraxacum diastematicum — вид квіткових рослин з родини айстрових (Asteraceae). Вид зростає в Європі: Данія, Швеція, Фінляндія, Німеччина, Польща, Чехія, Словаччина; інтродукований до Англії, Уельсу, Ірландії; це багаторічна рослина помірних біомів.